# Райдужний опціон
Веселковий опціо́н (англ. rainbow option) — вид похідного фінансового інструменту (деривативу), що має залежність від двох або більше джерел невизначеності. Це відрізняє веселковий опціон від простого опціону, який залежить лише від одного джерела невизначеності, наприклад, від ціни базового активу. Веселковий опціон - зазвичай, опціон кол (купівельний) або опціон put (продажу) на найкращий (або найгірший) з n базових активів. Тобто такий вид опціону дає його власнику право на купівлю (або продаж) найкращого (або найгіршого) з кількох базових активів (наприклад, цінних паперів) або дає право на виплату за найкращим (найгіршим) з активів. Число n, кількість базових активів опціону, також називається "кількістю кольорів веселки".
Веселкові опціони часто асоціюють з кореляційною торгівлею, оскільки вартість опціону чутлива до кореляції між різними складовими кошика (базових активів).
Веселкові опціони використовуються, наприклад, з метою оцінки покладів природних ресурсів. Такі активи залежать від двох джерел невизначеності: від ціни та від кількості.
Деякі з простих опціонів можуть бути трансформовані у більш складі інструменти, якщо базова модель ризику, яку відображали опціони, перестає відповідати майбутній реальності.
Зокрема, деривативи на валютному та іпотечному ринках були залежні від ризику ліквідності, який втім не був врахований при ціноутворенні опціонів під час їх продажу.

## Оцінка та ціноутворення веселкових опціонів
Оцінка Веселкових опціонів зазвичай здійснюється з використанням відповідної моделі (що є галузевим стандартом), наприклад, моделі Блека-Шоулза. Модель застосовується окремо до кожного компонента базового кошика. Потім для різних моделей використовуються відповідні матриці коефіцієнтів кореляції щодо базових стохастичних чинників. В загальному випадку задачі оцінки таких опціонів вирішуються із застосуванням методів Монте-Карло. Хоча у деяких вироджених випадках можливі й простіші розв'язки.

## Ланки
- Supported Equity Derivatives (англ.)